# Lista de senadores do Brasil da 52.ª legislatura
Esta é a lista de senadores do Brasil da 52.ª legislatura do Congresso Nacional. Inclui-se o nome civil dos parlamentares, o partido ao qual eram filiados na data da posse, sua unidade federativa de origem, bem como outras informações. Esta legislatura do Senado Federal durou de 1 de fevereiro de 2003 a 31 de janeiro de 2007.

## Composição das bancadas
| Partido | Líder                    | Bancada | Posição      |
| ------- | ------------------------ | ------- | ------------ |
| PMDB    | Valdir Raupp             | 22 / 81 | Governo      |
| PSDB    | Sérgio Guerra            | 16 / 81 | Oposição     |
| PFL     | Demóstenes Torres        | 13 / 81 | Oposição     |
| PT      | Delcídio Amaral          | 10 / 81 | Governo      |
| PR      | João Ribeiro             | 4 / 81  | Governo      |
| PTB     | Fernando Bezerra         | 3 / 81  | Governo      |
| PDT     | Cristovam Buarque        | 4 / 81  | Independente |
| PSB     | Antônio Carlos Valadares | 2 / 81  | Governo      |
| PRB     | Marcelo Crivella         | 2 / 81  | Governo      |
| PSOL    | Heloísa Helena           | 2 / 81  | Oposição     |
| PP      | Mozarildo Cavalcanti     | 1 / 81  | Governo      |
| PSC     | Mão Santa                | 1 / 81  | Oposição     |
| PPS     | José Almeida Lima        | 1 / 81  | Independente |

## Mesa diretora
| Imagem | Cargo              | Nome                                                          | Partido | Estado           |
| ------ | ------------------ | ------------------------------------------------------------- | ------- | ---------------- |
|        | Presidente         | Renan Calheiros (José Renan Vasconcelos Calheiros)            | PMDB    | Alagoas          |
|        | 1° Vice-Presidente | Tião Viana (Sebastião Afonso Viana Macedo Neves)              | PT      | Acre             |
|        | 2° Vice-Presidente | Antero Paes de Barros (Antero Paes de Barros Neto)            | PSDB    | Mato Grosso      |
|        | 1° Secretário      | Efraim Morais (Efraim de Araújo Morais)                       | PFL     | Paraíba          |
|        | 2° Secretário      | João Alberto Souza (João Alberto de Souza)                    | PMDB    | Maranhão         |
|        | 3° Secretário      | Adelmir Santana (Adelmir Araújo Santana)                      | PFL     | Distrito Federal |
|        | 4° Secretário      | Eduardo Siqueira Campos (José Eduardo Siqueira Campos)        | PSDB    | Tocantins        |
|        | 1° Suplente        | César Borges (César Augusto Rabello Borges)                   | PR      | Bahia            |
|        | 2° Suplente        | Mozarildo Cavalcanti (Francisco Mozarildo de Melo Cavalcanti) | PP      | Roraima          |
|        | 3° Suplente        | João Capiberibe (João Alberto Rodrigues Capiberibe)           | PSB     | Amapá            |
|        | 4° Suplente        | Patrícia Saboya (Patrícia Lúcia Saboya Ferreira Gomes)        | PDT     | Ceará            |

## Senadores em exercício ao fim da legislatura
| Imagem              | Nome                                                                     | Partido | Início de mandato       | Fim de mandato         | Observações                                                      |
| Acre                | Acre                                                                     | Acre    | Acre                    | Acre                   | Acre                                                             |
| ------------------- | ------------------------------------------------------------------------ | ------- | ----------------------- | ---------------------- | ---------------------------------------------------------------- |
|                     | Geraldo Mesquita Jr (Geraldo Gurgel de Mesquita Júnior)                  | PMDB    | 1° de fevereiro de 2003 | 31 de janeiro de 2011  | [ 1 ]                                                            |
|                     | Sibá Machado (Sebastião Machado Oliveira)                                | PT      | 4 de fevereiro de 2003  | 14 de maio de 2008     | Primeiro Suplente de Marina Silva                                |
|                     | Tião Viana (Sebastião Afonso Viana Macedo Neves)                         | PT      | 1° de fevereiro de 1999 | 21 de dezembro de 2010 | Eleito Governador do Acre em 2010                                |
| Alagoas             |                                                                          |         |                         |                        |                                                                  |
|                     | Heloísa Helena (Heloísa Helena Lima de Moraes Carvalho)                  | PSOL    | 1° de fevereiro de 1999 | 31 de janeiro de 2007  | [ 4 ]                                                            |
|                     | Renan Calheiros (José Renan Vasconcelos Calheiros)                       | PMDB    | 1° de fevereiro de 1995 | 31 de janeiro de 2027  | [ 5 ]                                                            |
|                     | João Tenório (João Evangelista da Costa Tenório)                         | PSDB    | 1° de janeiro de 2007   | 31 de janeiro de 2011  | Suplente de Teotônio Vilela Filho.                               |
| Amapá               |                                                                          |         |                         |                        |                                                                  |
|                     | João Capiberibe (João Alberto Rodrigues Capiberibe)                      | PSB     | 1° de fevereiro de 2003 | 28 de agosto de 2004   | Teve o mandato cassado                                           |
|                     | José Sarney (José Sarney de Araújo Costa)                                | PMDB    | 1° de fevereiro de 1991 | 31 de janeiro de 2015  | [ 9 ]                                                            |
|                     | Papaléo Paes (João Bosco Papaléo Paes)                                   | PSDB    | 1° de fevereiro de 2003 | 31 de janeiro de 2011  | [ 10 ]                                                           |
| Amazonas            |                                                                          |         |                         |                        |                                                                  |
|                     | Arthur Virgílio (Arthur Virgílio do Carmo Ribeiro Neto)                  | PSDB    | 1° de fevereiro de 2003 | 31 de janeiro de 2011  | [ 11 ]                                                           |
|                     | Gilberto Mestrinho (Gilberto Mestrinho de Medeiros Raposo)               | PMDB    | 1° de fevereiro de 1999 | 31 de janeiro de 2007  | [ 12 ]                                                           |
|                     | Jefferson Praia (Jefferson Praia Bezerra)                                | PSDB    | 3 de junho de 2008      | 31 de janeiro de 2011  | Suplente de Jefferson Peres.                                     |
| Bahia               |                                                                          |         |                         |                        |                                                                  |
|                     | Antônio Carlos Magalhães Jr (Antonio Carlos Peixoto de Magalhães Júnior) | PFL     | 7 de agosto de 2007     | 31 de janeiro de 2011  | Suplente de Antônio Carlos Magalhães.                            |
|                     | César Borges (César Augusto Rabello Borges)                              | PR      | 1° de fevereiro de 2003 | 31 de janeiro de 2011  | [ 15 ]                                                           |
|                     | Rodolpho Tourinho (Rodolpho Tourinho Neto)                               | PFL     | 1° de fevereiro de 2003 | 31 de janeiro de 2007  | Suplente de Paulo Souto.                                         |
| Ceará               |                                                                          |         |                         |                        |                                                                  |
|                     | Luiz Pontes (Luiz Alberto Vidal Pontes)                                  | PSDB    | 1° de fevereiro de 1999 | 31 de janeiro de 2007  | [ 17 ]                                                           |
|                     | Patrícia Saboya (Patrícia Lúcia Saboya Ferreira Gomes)                   | PDT     | 1° de fevereiro de 2003 | 31 de janeiro de 2011  | [ 18 ]                                                           |
|                     | Tasso Jereissati (Tasso Ribeiro Jereissati)                              | PSDB    | 1° de fevereiro de 2003 | 31 de janeiro de 2011  | [ 19 ]                                                           |
| Distrito Federal    |                                                                          |         |                         |                        |                                                                  |
|                     | Adelmir Santana (Adelmir Araújo Santana)                                 | PFL     | 3 de janeiro de 2007    | 31 de janeiro de 2011  | Suplente de Paulo Octávio.                                       |
|                     | Cristovam Buarque (Cristovam Ricardo Cavalcanti Buarque)                 | PDT     | 1° de fevereiro de 2003 | 31 de janeiro de 2019  | [ 21 ]                                                           |
|                     | Valmir Amaral (Valmir Antônio Amaral)                                    | PTB     | 29 de junho de 2000     | 31 de janeiro de 2007  | Suplente de Luiz Estevão.                                        |
| Espírito Santo      |                                                                          |         |                         |                        |                                                                  |
|                     | Gerson Camata                                                            | PMDB    | 1° de fevereiro de 1987 | 31 de janeiro de 2011  | [ 23 ]                                                           |
|                     | Magno Malta (Magno Pereira Malta)                                        | PR      | 1° de fevereiro de 2003 | 31 de janeiro de 2019  | [ 24 ]                                                           |
|                     | João Batista Motta (João Baptista Motta)                                 | PSDB    | 15 de dezembro de 2002  | 31 de janeiro de 2007  | Suplente de Paulo Hartung.                                       |
| Goiás               |                                                                          |         |                         |                        |                                                                  |
|                     | Demóstenes Torres (Demóstenes Lazaro Xavier Torres)                      | PFL     | 1° de fevereiro de 2003 | 11 de julho de 2012    | Teve o mandato cassado                                           |
|                     | Lúcia Vânia (Lúcia Vânia Abrão Costa)                                    | PSDB    | 1° de fevereiro de 2003 | 31 de janeiro de 2019  | [ 27 ]                                                           |
|                     | Maguito Vilela (Luiz Alberto Maguito Vilela)                             | PMDB    | 1° de fevereiro de 1999 | 31 de janeiro de 2007  | [ 28 ]                                                           |
| Maranhão            |                                                                          |         |                         |                        |                                                                  |
|                     | Edison Lobão                                                             | PMDB    | 1° de fevereiro de 1995 | 31 de janeiro de 2019  | [ 29 ]                                                           |
|                     | João Alberto (João Alberto de Souza)                                     | PMDB    | 1° de fevereiro de 1999 | 31 de janeiro de 2007  | [ 30 ]                                                           |
|                     | Mauro Fecury (Mauro de Alencar Fecury)                                   | PMDB    | 17 de abril de 2009     | 31 de janeiro de 2011  | Suplente de Roseana Sarney.                                      |
| Mato Grosso         |                                                                          |         |                         |                        |                                                                  |
|                     | Antero Paes de Barros (Antero Paes de Barros Neto)                       | PSDB    | 1° de fevereiro de 1999 | 31 de janeiro de 2007  | [ 32 ]                                                           |
|                     | Gilberto Goellner (Gilberto Flávio Goellner)                             | PFL     | 26 de fevereiro de 2008 | 31 de janeiro de 2011  | Suplente de Jonas Pinheiro                                       |
|                     | Serys Slhessarenko (Serys Marly Slhessarenko)                            | PT      | 1° de fevereiro de 2003 | 31 de janeiro de 2011  | [ 34 ]                                                           |
| Mato Grosso do Sul  |                                                                          |         |                         |                        |                                                                  |
|                     | Delcídio do Amaral (Delcídio do Amaral Gómez)                            | PT      | 1° de fevereiro de 2003 | 10 de maio de 2016     | Teve o mandato cassado                                           |
|                     | Juvêncio da Fonseca (Juvêncio Cesar da Fonseca)                          | PSDB    | 1° de fevereiro de 1999 | 31 de janeiro de 2007  | [ 36 ]                                                           |
|                     | Valter Pereira (Valter Pereira de Oliveira)                              | PMDB    | 21 de novembro de 2006  | 31 de janeiro de 2011  | Suplente de Ramez Tebet.                                         |
| Minas Gerais        |                                                                          |         |                         |                        |                                                                  |
|                     | Eduardo Azeredo (Eduardo Brandão de Azeredo)                             | PSDB    | 1° de fevereiro de 2003 | 31 de janeiro de 2011  | [ 38 ]                                                           |
|                     | Hélio Costa (Hélio Calixto da Costa)                                     | PMDB    | 1° de fevereiro de 2003 | 31 de janeiro de 2011  | [ 39 ]                                                           |
|                     | Aelton Freitas (Aelton José de Freitas)}}                                | PR      | 1° de janeiro de 2003   | 31 de janeiro de 2007  | Suplente de José Alencar.                                        |
| Pará                |                                                                          |         |                         |                        |                                                                  |
|                     | José Nery (José Nery Azevedo)                                            | PSOL    | 1° de fevereiro de 2007 | 31 de janeiro de 2011  | Suplente de Ana Júlia Carepa.                                    |
|                     | Luiz Otávio Campos (Luiz Otavio Oliveira Campos)                         | PMDB    | 1° de fevereiro de 1999 | 31 de janeiro de 2007  | [ 42 ]                                                           |
|                     | Flexa Ribeiro (Fernando de Souza Flexa Ribeiro)                          | PSDB    | 1° de janeiro de 2005   | 31 de janeiro de 2019  | Suplente de Duciomar Costa, posteriormente reeleito como titular |
| Paraíba             |                                                                          |         |                         |                        |                                                                  |
|                     | Efraim Morais (Efraim de Araújo Morais)                                  | PFL     | 1° de fevereiro de 2003 | 31 de janeiro de 2011  | [ 44 ]                                                           |
|                     | Roberto Cavalcanti (Roberto Cavalcanti Ribeiro)                          | PRB     | 4 de abril de 2006      | 31 de janeiro de 2007  | Suplente de José Maranhão, assume em definitivo em 2009          |
|                     | Ney Suassuna (Ney Robinson Suassuna)                                     | PMDB    | 1° de fevereiro de 1994 | 31 de janeiro de 2007  | [ 46 ]                                                           |
| Paraná              |                                                                          |         |                         |                        |                                                                  |
|                     | Álvaro Dias (Álvaro Fernandes Dias)                                      | PSDB    | 1° de fevereiro de 1999 | 31 de janeiro de 2023  | [ 47 ]                                                           |
|                     | Flávio Arns (Flávio José Arns)                                           | PSDB    | 1° de fevereiro de 2003 | 31 de dezembro de 2011 | Eleito Vice-Governador do paraná em 2010                         |
|                     | Osmar Dias (Osmar Fernandes Dias)                                        | PDT     | 1° de fevereiro de 1995 | 31 de janeiro de 2011  | [ 49 ]                                                           |
| Pernambuco          |                                                                          |         |                         |                        |                                                                  |
|                     | José Jorge (José Jorge de Vasconcelos Lima)                              | PFL     | 1° de fevereiro de 1999 | 18 de novembro de 2007 | Nomeado Ministro do Tribunal de Contas da União                  |
|                     | Marco Maciel (Marco Antônio de Oliveira Maciel)                          | PFL     | 1° de fevereiro de 2003 | 31 de janeiro de 2011  | [ 51 ]                                                           |
|                     | Sérgio Guerra (Severino Sérgio Estelita Guerra)                          | PSDB    | 1° de fevereiro de 2003 | 31 de janeiro de 2011  | [ 52 ]                                                           |
| Piauí               |                                                                          |         |                         |                        |                                                                  |
|                     | Alberto Silva (Alberto Tavares Silva)                                    | PMDB    | 1° de fevereiro de 1999 | 31 de janeiro de 2007  | [ 53 ]                                                           |
|                     | Heráclito Fortes (Heráclito de Sousa Fortes)                             | PFL     | 1° de fevereiro de 2003 | 31 de janeiro de 2011  | [ 54 ]                                                           |
|                     | Mão Santa (Francisco de Assis de Moraes Souza)                           | PSC     | 1° de fevereiro de 2003 | 31 de janeiro de 2011  | [ 55 ]                                                           |
| Rio de Janeiro      |                                                                          |         |                         |                        |                                                                  |
|                     | Marcelo Crivella (Marcelo Bezerra Crivella)                              | PRB     | 1° de janeiro de 2003   | 31 de dezembro de 2016 | Eleito Prefeito do Rio de Janeiro em 2016                        |
|                     | Regis Fichtner (Regis Velasco Fichtner Pereira)                          | PMDB    | 2010                    | 2011                   | Suplente de Sérgio Cabral.                                       |
|                     | Roberto Saturnino (Roberto Saturnino Braga)                              | PT      | 1° de fevereiro de 1999 | 31 de janeiro de 2007  | [ 57 ]                                                           |
| Rio Grande do Norte |                                                                          |         |                         |                        |                                                                  |
|                     | Fernando Bezerra (Fernando Luiz Gonçalves Bezerra)                       | PTB     | 1° de fevereiro de 1995 | 31 de janeiro de 2007  | [ 58 ]                                                           |
|                     | Garibaldi Alves Filho                                                    | PMDB    | 1° de fevereiro de 2003 | 31 de janeiro de 2019  | [ 59 ]                                                           |
|                     | José Agripino (José Agripino Maia)                                       | PFL     | 1° de fevereiro de 1995 | 31 de janeiro de 2019  | [ 60 ]                                                           |
| Rio Grande do Sul   |                                                                          |         |                         |                        |                                                                  |
|                     | Paulo Paim (Paulo Renato Paim)                                           | PT      | 1° de fevereiro de 2003 | 31 de janeiro de 2027  | [ 61 ]                                                           |
|                     | Pedro Simon (Pedro Jorge Simon)                                          | PMDB    | 1° de fevereiro de 1991 | 31 de janeiro de 2015  | Um dos três senadores com mais tempo de mandato.                 |
|                     | Sérgio Zambiasi (Sérgio Pedro Zambiasi)                                  | PTB     | 1° de fevereiro de 2003 | 31 de janeiro de 2011  | [ 63 ]                                                           |
| Rondônia            |                                                                          |         |                         |                        |                                                                  |
|                     | Fátima Cleide (Fátima Cleide Rodrigues da Silva)                         | PT      | 1° de fevereiro de 2003 | 31 de janeiro de 2011  | [ 64 ]                                                           |
|                     | Mário Calixto (Mário Calixto Filho)                                      | PMDB    | 24 de janeiro de 2004   | 22 de março de 2005    | Suplente de Amir Lando.                                          |
|                     | Valdir Raupp                                                             | PMDB    | 1° de fevereiro de 2003 | 31 de janeiro de 2019  | [ 66 ]                                                           |
| Roraima             |                                                                          |         |                         |                        |                                                                  |
|                     | Augusto Botelho (Augusto Affonso Botelho Neto)                           | PDT     | 1° de fevereiro de 2003 | 31 de janeiro de 2011  | [ 67 ]                                                           |
|                     | Mozarildo Cavalcanti (Francisco Mozarildo de Melo Cavalcanti)            | PP      | 1° de fevereiro de 1999 | 31 de janeiro de 2015  | [ 68 ]                                                           |
|                     | Romero Jucá (Romero Jucá Filho)                                          | PMDB    | 1° de fevereiro de 1995 | 31 de janeiro de 2019  | [ 69 ]                                                           |
| Santa Catarina      |                                                                          |         |                         |                        |                                                                  |
|                     | Ideli Salvatti                                                           | PT      | 1° de fevereiro de 2003 | 31 de janeiro de 2011  | [ 70 ]                                                           |
|                     | Jorge Bornhausen (Jorge Konder Bornhausen)                               | PFL     | 1° de fevereiro de 1999 | 31 de janeiro de 2007  | [ 71 ]                                                           |
|                     | Neuto de Conto (Neuto Fausto de Conto)                                   | PMDB    | 3 de janeiro de 2006    | 31 de janeiro de 2011  | Suplente de Leonel Pavan.                                        |
| São Paulo           |                                                                          |         |                         |                        |                                                                  |
|                     | Aloizio Mercadante (Aloizio Mercadante Oliva)                            | PT      | 1° de fevereiro de 2003 | 31 de janeiro de 2011  | [ 73 ]                                                           |
|                     | Eduardo Suplicy (Eduardo Matarazzo Suplicy)                              | PT      | 1° de fevereiro de 1991 | 31 de janeiro de 2015  | [ 74 ]                                                           |
|                     | Romeu Tuma                                                               | PFL     | 1° de fevereiro de 1995 | 26 de outubro de 2010  | Faleceu no exercício do cargo                                    |
| Sergipe             |                                                                          |         |                         |                        |                                                                  |
|                     | Almeida Lima (José Almeida Lima)                                         | PPS     | 1° de fevereiro de 2003 | 31 de janeiro de 2011  | [ 77 ]                                                           |
|                     | Antônio Carlos Valadares                                                 | PSB     | 1° de fevereiro de 1995 | 31 de janeiro de 2019  | [ 78 ]                                                           |
|                     | Maria do Carmo Alves (Maria do Carmo do Nascimento Alves)                | PFL     | 1° de fevereiro de 1999 | 31 de janeiro de 2023  | [ 79 ]                                                           |
| Tocantins           |                                                                          |         |                         |                        |                                                                  |
|                     | Eduardo Siqueira Campos (José Eduardo Siqueira Campos)                   | PSDB    | 1° de fevereiro de 1999 | 31 de janeiro de 2007  | [ 79 ]                                                           |
|                     | João Ribeiro (João Batista de Jesus Ribeiro)                             | PR      | 1° de fevereiro de 2003 | 18 de dezembro de 2013 | Faleceu no exercício do cargo                                    |
|                     | Leomar Quintanilha (Leomar de Melo Quintanilha)                          | PMDB    | 1° de fevereiro de 1995 | 31 de janeiro de 2011  | [ 81 ]                                                           |

## Senadores licenciados e fora de exercício

### Mortes
|  | Senador                                                        | Partido | Estado             | Exercício |
|  | -------------------------------------------------------------- | ------- | ------------------ | --------- |
|  | Antônio Carlos Magalhães (Antonio Carlos Peixoto de Magalhães) | PFL     | Bahia              | 2003—2007 |
|  | Jefferson Peres (José Jefferson Carpinteiro Peres)             | PDT     | Amazonas           | 2003—2008 |
|  | Jonas Pinheiro (Jonas Pinheiro da Silva)                       | PFL     | Mato Grosso        | 2003—2008 |
|  | Ramez Tebet                                                    | PMDB    | Mato Grosso do Sul | 2003—2006 |

### Eleitos governadores
| Imagem | Senador                                                | Partido | Estado eleito  | Exercício |
| ------ | ------------------------------------------------------ | ------- | -------------- | --------- |
|        | Ana Júlia Carepa (Ana Júlia de Vasconcelos Carepa)     | PT      | Pará           | 2003—2006 |
|        | José Maranhão (José Targino Maranhão)                  | PMDB    | Paraíba        | 2003—2009 |
|        | Paulo Hartung (Paulo César Hartung Gomes)              | PSB     | Espírito Santo | 1999—2002 |
|        | Paulo Souto (Paulo Ganem Souto)                        | PFL     | Bahia          | 1999—2002 |
|        | Roseana Sarney (Roseana Sarney Murad)                  | PMDB    | Maranhão       | 2003—2009 |
|        | Sérgio Cabral (Sérgio de Oliveira Cabral Santos Filho) | PMDB    | Rio de Janeiro | 2003—2006 |
|        | Teotônio Vilela Filho (Teotonio Brandão Vilela Filho)  | PSDB    | Alagoas        | 2003—2006 |

### Outros
| Imagem | Senador                                      | Partido | Estado           | Motivo                                      | Exercício |
| ------ | -------------------------------------------- | ------- | ---------------- | ------------------------------------------- | --------- |
|        | Amir Lando (Amir Francisco Lando)            | PMDB    | Rondônia         | Nomeado Ministro da Previdência Social.     | 1999—2004 |
|        | Duciomar Costa (Duciomar Gomes da Costa)     | PTB     | Pará             | Eleito prefeito de Belém do Pará            | 2003—2004 |
|        | José Alencar (José Alencar Gomes da Silva)   | PL      | Minas Gerais     | Eleito Vice-Presidente da República.        | 1999—2002 |
|        | Leonel Pavan (Leonel Arcangelo Pavan)        | PSDB    | Santa Catarina   | Eleito vice-governador de Santa Catarina.   | 2003—2006 |
|        | Luiz Estêvão (Luís Estêvão de Oliveira Neto) | PMDB    | Distrito Federal | Cassação.                                   | 1999—2000 |
|        | Paulo Octávio (Paulo Octávio Alves Pereira)  | PFL     | Distrito Federal | Eleito vice-governador do Distrito Federal. | 2003—2007 |

## Suplentes que assumiram durante a legislatura
| Imagem | Nome                                                             | Partido     | Estado              | Titular                 | Período(s) exercido(s)     | Observações      |
| ------ | ---------------------------------------------------------------- | ----------- | ------------------- | ----------------------- | -------------------------- | ---------------- |
| -      | Agnelo Alves                                                     | PMDB        | Rio Grande do Norte | Fernando Bezerra        | 1999—2000                  |                  |
| -      | Antonio João (Antonio João Hugo Rodrigues)                       | PTB         | Mato Grosso do Sul  | Delcídio do Amaral      | 2006                       |                  |
| -      | Antônio Leite (Antônio Leite Andrade)                            | PMDB        | Maranhão            | João Alberto Souza      | 2005                       | Segundo-suplente |
| -      | Ari Stadler (Aristorides Vieira Stadler)                         | PP          | Santa Catarina      | Jorge Bornhausen        | 2002                       | Segundo-suplente |
| -      | Eurípedes Camargo (Eurípedes Pedro Camargo)                      | PT          | Distrito Federal    | Cristovam Buarque       | 2003—2004                  |                  |
|        | Flávio Torres                                                    | PDT         | Ceará               | Patrícia Saboya         | 2009                       |                  |
| -      | Francisco Pereira (Francisco José Gonçalves Pereira)             | PL          | Espírito Santo      | Magno Malta             | 2004—2005                  |                  |
| -      | Gilberto Miranda (Gilberto Miranda Batista)                      | PFL         | Amazonas            | Gilberto Mestrinho      | 2004—2005                  | Segundo-suplente |
| -      | Ildon Marques (Ildon Marques de Souza)                           | PMDB        | Maranhão            | Roseana Sarney          | 2004                       | Segundo-suplente |
|        | Íris de Araújo (Íris de Araújo Rezende Machado)                  | PMDB        | Goiás               | Maguito Vilela          | 2003; 2005; 2006           |                  |
| -      | João Thomé Mestrinho (João Thomé Verçosa de Medeiros Raposo)     | PMDB        | Amazonas            | Gilberto Mestrinho      | 2004                       |                  |
|        | Jorge Yanai (Jorge Yoshiaki Yanai)                               | PFL         | Mato Grosso         | Gilberto Goellner       | 2010                       |                  |
| -      | José Coelho (José de Souza Coelho)                               | PFL         | Pernambuco          | José Jorge              | 2001—2002                  |                  |
|        | Lobão Filho (Edison Lobão Filho)                                 | PMDB        | Maranhão            | Edison Lobão            | 2011                       |                  |
| -      | Luiz Soares (Luiz Antonio Vitório Soares)                        | Sem partido | Mato Grosso         | Antero Paes de Barro    | 2005                       |                  |
| -      | Marcos Guerra                                                    | PSDB        | Espírito Santo      | Gerson Camata           | 2004; 2006                 |                  |
| -      | Nezinho Alencar (Manoel Alencar Neto)                            | PSB         | Tocantins           | João Ribeiro            | 2005                       |                  |
| -      | Nova da Costa (Jorge Nova da Costa)                              | PMDB        | Amapá               | José Sarney             | 2001                       |                  |
| -      | Olivir Gabardo (João Olivir Gabardo)                             | PSDB        | Paraná              | Álvaro Dias             | 2002—2003                  |                  |
|        | Paulo Duque (Paulo Hermínio Duque Costa)                         | PMDB        | Rio de Janeiro      | Sérgio Cabral           | 2007; 2007—2008; 2008—2010 | Segundo-suplente |
| -      | Paulo Elifas (Elifas Paulo da Silva)                             | PMDB        | Rondônia            | Amir Lando              | 2004                       | Segundo-suplente |
| -      | Reginaldo Duarte (José Reginaldo Duarte)                         | PSDB        | Ceará               | Luiz Pontes             | 2002; 2003—2004; 2004-2006 |                  |
| -      | Renildo Santana (Manoel Elias de Santana)                        | PFL         | Sergipe             | Maria do Carmo Alves    | 2003; 2004                 |                  |
| -      | Ribamar Fiquene (José de Ribamar Fiquene)                        | PMDB        | Maranhão            | João Alberto Souza      | 2000; 2005                 |                  |
| -      | Robinson Viana (Robinson Koury Viana da Silva)                   | PMDB        | Paraíba             | Ney Suassuna            | 2001—2002                  |                  |
|        | Sadi Cassol                                                      | PT          | Tocantins           | Leomar Quintanilha      | 2009; 2009—2010            |                  |
|        | Sibá Machado (Sebastião Machado Oliveira)                        | PT          | Acre                | Marina Silva            | 2003—2005                  |                  |
| -      | Tasso Rosado (Jerônimo Tasso de Góis Rosado)                     | PTB         | Rio Grande do Norte | Fernando Bezerra        | 2001; 2002                 | Segundo-suplente |
| -      | Thelma Siqueira Campos (Thelma Menezes Siqueira Campos Lourenço) | PP          | Tocantins           | Eduardo Siqueira Campos | 2000                       |                  |
| -      | Vasco Furlan (Vasco Fernande Furlan)                             | PP          | Santa Catarina      | Jorge Bornhausen        | 2002                       |                  |
|        | Wellington Salgado (Wellington Salgado de Oliveira)              | PMDB        | Minas Gerais        | Hélio Costa             | 2005—2010                  |                  |
|        | Wirlande da Luz (Wirlande Santos da Luz)                         | PMDB        | Roraima             | Romero Jucá             | 2005                       |                  |